# نرمال‌سازی (آمار)
نرمال‌سازی (به انگلیسی: normalization) در آمار معانی متفاوتی دارد که ساده‌ترین کاربرد آن نرمال‌سازی داده‌ها یا نرمال‌سازی متغیرها است و عبارت است از روشی که داده‌ها را در زمانی که در یک دامنه نیستند را در دامنه مشابه قرار می‌دهد. به بیان دیگر ممکن است یک داده‌کاو با موقعیت‌هایی مواجه گردد که ویژگیهای در داده شامل مقادیری باشند که در محدوده یا دامنه متفاوتی قرار داشته باشند. این ویژگی‌های با مقادیر بزرگ ممکن است اثر بسیار زیادتری در تابع هزینه نسبت به ویژگی‌های با مقادیر کم داشته باشند. این مشکل با نرمالیزه نمودن ویژگی‌ها طوری که مقادیرشان در دامنه‌های مشابه قرار گیرند برطرف خواهد شد.

## نرمال‌سازی در ساخت مدل
در ساخت مدل داده‌ها (به انگلیسی: meta model) از روی داده‌ها پیش از شروع آموزش مدل‌ها، داده‌ها را به بزرگترین مقدار متناظرشان تقسیم می‌کنند تا به مقدارهای بین صفر و یک مقیاس (نرمالیزه) شوند این کار باعث می‌شود که اثر مقیاس واقعی (به انگلیسی: Absolute Scale) کمینه شود و همه ورودی‌ها تقریباً در یک دامنه باشند.

## مثال
در زیر چند روش نرمال‌سازی داده‌ها ارائه می‌گردد.
| نام                   | فرمول | استفاده |
| --------------------- | --- | --- |
| Standard score        | {\displaystyle {\frac {X-\mu }{\sigma }}}                                                                                      | نرمال‌سازی خطاها در زمانی که پارامترهای جمعیت شناخته‌شده باشند.                                                                 |
| Student's t-statistic | {\displaystyle {\frac {X-{\overline {X}}}{s}}}                                                                                 | نرمال‌سازی residuals زمانی که پارامترهای جمعیت ناشناخته باشند (تخمین)                                                          |
| Studentized residual  | {\displaystyle {\frac {{\hat {\epsilon }}_{i}}{{\hat {\sigma }}_{i}}}={\frac {X_{i}-{\hat {\mu }}_{i}}{{\hat {\sigma }}_{i}}}} | نرمال‌سازی در زمانی که متغیرها تخمین زده می‌شوند به خصوص در زمان تحلیل رگرسیون.                                                 |
| Standardized moment   | {\displaystyle {\frac {\mu _{k}}{\sigma ^{k}}}}                                                                                | نرمال‌سازی لحظه‌ای به کمک انحراف معیار {\displaystyle \sigma } به عنوان ابزار اندازه‌گیری مقیاس                                  |
| ضریب تغییرات          | {\displaystyle {\frac {\sigma }{\mu }}}                                                                                        | نرمال‌سازی پراکندگی به کمک استفاده از میانگین {\displaystyle \mu } به عنوان ابزار اندازه‌گیری مقیاس توزیع نمایی و توزیع پواسون. |